# Har Sifsof
Har Sifsof (hebrejsky: הר ספסוף) je hora o nadmořské výšce 815 metrů v severním Izraeli, v Horní Galileji.
Nachází se 2 kilometry jihovýchodně od obce Civ'on a 1 kilometr západně od vesnice Kfar Chošen. Ta bývá někdy nazývána též Sifsufa nebo Sifsofa (ספסופה), což bylo jméno starověkého židovského sídla doloženého v této oblasti v Talmudu. Odtud tedy pojmenování této hory. Má podobu většinou nezalesněného návrší, které tvoří předpolí masivu Har Meron, jenž začíná jižně odtud. V prostoru západně a severozápadně od vrchu se nachází počátek vádí Nachal Dišon.